# Fähre Enkirch – Kövenig
Die Fähre Enkirch – Kövenig ist eine kleine Motorfähre auf der Mosel, die einzige noch betriebene Moselfähre im Landkreis Bernkastel-Wittlich. Sie pendelt zwischen der auf der orographisch rechten Seite des Flusses gelegenen Ortsgemeinde Enkirch und dem gegenüber liegenden Kövenig, einem Ortsteil der Ortsgemeinde Kröv. Beide Orte gehören zur Verbandsgemeinde Traben-Trarbach im Landkreis Bernkastel-Wittlich in Rheinland-Pfalz.

## Fährbetrieb
Die Fährstelle befindet sich bei Flusskilometer 102,06.
Koordinaten: 49° 58′ 59,9″ N, 7° 7′ 12,1″ O
Das derzeitige Fährschiff, die Enkirch (ENI-Nummer 04811270), bringt Wanderer und Fahrradfahrer über den Fluss. Motorfahrzeuge müssen zur Überquerung der Mosel die nächste Brücke in Reil oder in Traben-Trarbach benutzen. 

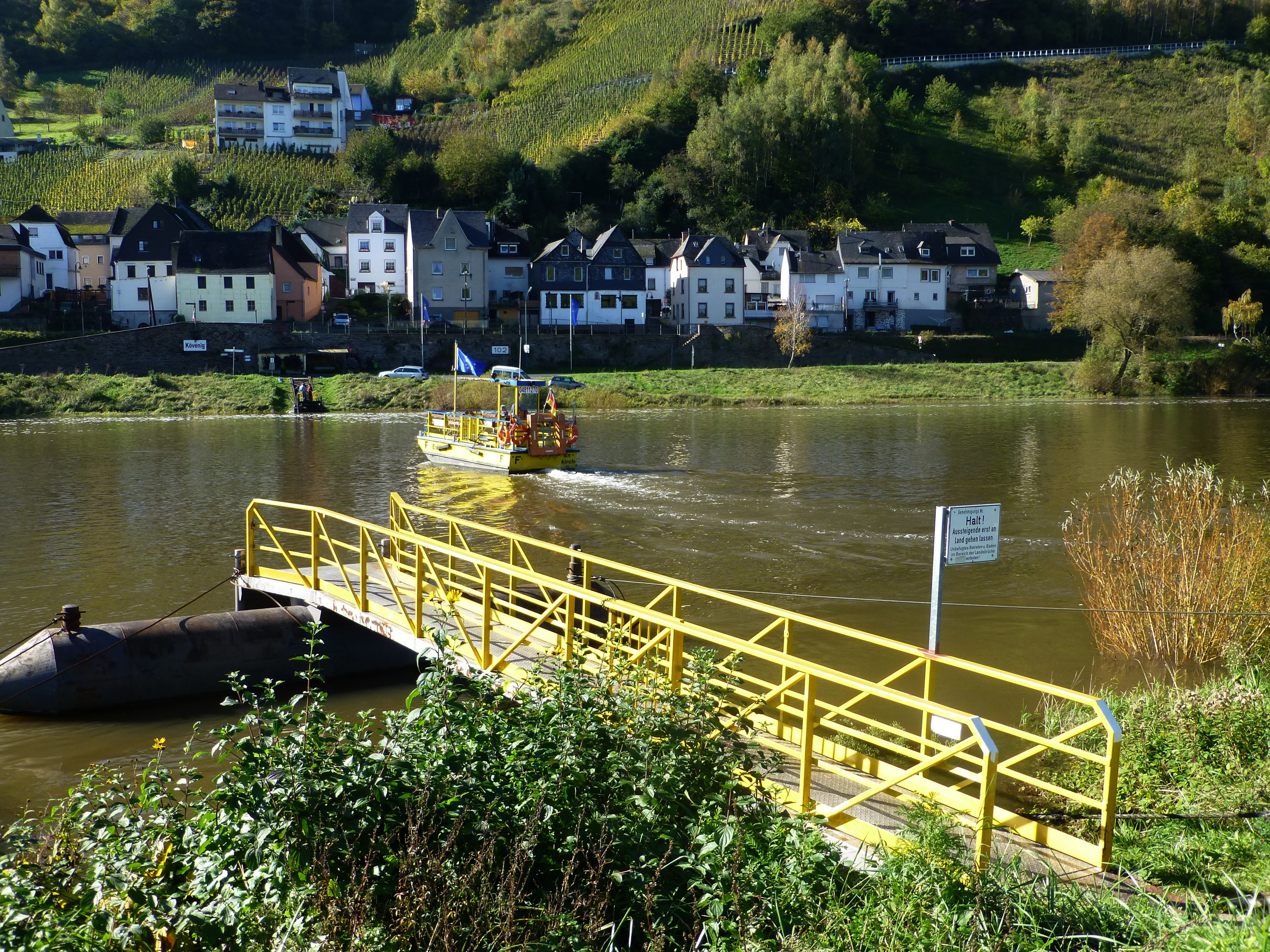
Die Fähre Enkirch – Kövenig (2014)

Die Fähre verkehrt saisonal von etwa Ostern bis Mitte/Ende Oktober von Mittwoch bis Sonntag von 9.30 bis 12 Uhr und von 13.30 bis 17.30 Uhr. Montag und Dienstag sind Ruhetage, ausgenommen es sind Feiertage. Gruppen ab 10 Personen können, nach vorheriger Absprache, auch zu anderen Zeiten übergesetzt werden.

## Geschichtliches
Bis 1993 verkehrte an dieser Stelle eine Gierponte am Hochseil.